# Basia Makepe
Basia Makepe (ur. 4 marca 1991 w Hlotse) – sotyjski piłkarz grający na pozycji środkowego obrońcy. Od 2017 jest zawodnikiem klubu Lesotho Mounted Police Service FC.

## Kariera klubowa
Swoją karierę piłkarską Makepe rozpoczął w klubie Joy FC. W sezonie 2011/2012 zadebiutował w nim w pierwszej lidze sotyjskiej. W latach 2013–2017 grał w Lioli FC. W sezonie 2013/2014 został z nim wicemistrzem kraju. W sezonie 2014/2015 sięgnął z nim po dublet - mistrzostwo i Puchar Lesotho, a w sezonie 2015/2016 ponownie został mistrzem Lesotho. W sezonie 2016/2017 wywalczył wicemistrzostwo. Latem 2017 przeszedł do Lesotho Mounted Police Service FC.

## Kariera reprezentacyjna
W reprezentacji Lesotho Makepe zadebiutował 12 października 2012 w wygranym 2:1 towarzyskim meczu z Eswatini, rozegranym w Maseru.